# Гвалия, Валериан Димитриевич
Валериан Димитриевич Гвалия (1912 год, село Махур, Сухумский округ, Кутаисская губерния, Российская империя — неизвестно, село Махур, Гальский район, Абхазская АССР, Грузинская ССР) — бригадир колхоза «Советская Абхазия» Гальского района Абхазской АССР, Грузинская ССР. Герой Социалистического Труда (1948).

## Биография
Родился в 1912 году в крестьянской семье в селе Махур (сегодня — Махур Ткварчельского района) Сухумского округа.
Во время коллективизации одним из первых вступил в сельскохозяйственную артель, которая в последующем была преобразована в колхоз «Советская Абхазия» Гальского района. Трудился рядовым колхозником в полеводческой бригаде до призыва в Красную Армию по мобилизации.
Участвовал в Великой Отечественной войне. Воевал в составе пулемётного расчёта 72-й отдельной горно-стрелковой бригады Дальневосточного фронта. В августе 1945 года сражался против японских милитаристов. После демобилизации возвратился на родину, где продолжил трудиться бригадиром полеводческой бригады в колхозе «Советская Абхазия» Гальского района.
В 1947 году бригада под его руководством собрала в среднем с каждого гектара по 87,52 центнера кукурузы на площади 6 гектаров. Указом Президиума Верховного Совета СССР от 21 февраля 1948 года удостоен звания Героя Социалистического Труда за «получение высоких урожаев кукурузы и пшеницы в 1947 году» с вручением ордена Ленина и золотой медали «Серп и Молот» (№ 661).
Этим же Указом званием Героя Социалистического Труда были награждены председатель колхоза «Советская Абхазия» Радион Васильевич Сирганава, звеньевые Валериан Константинович Булискерия, Владимир Михердович Квачахия, Илларион Степанович Конджария и Гуджа Абрагович Шарангия,
После выхода на пенсию проживал в родном селе Мухури Ткварчельского района. Дата смерти не установлена.
Награды
- Герой Социалистического Труда
- Орден Ленина
- Медаль «За победу над Японией»